# Григорий IV Гика
Григорий IV Гика (рум. Grigore IV Ghica; 30 июня 1755 — 29 апреля 1834) — господарь Валахии (1822—1828).

## Биография
Представитель княжеского рода Гика. Сын Дмитрия Александра Гики (1724—1807) и Марии Вэкэреску. Его дед великий драгоман Порты Александр Гика (1698—1741) был казнен турками по обвинению в государственной измене 25 февраля 1741 года. Дмитрий Гика в течение почти 50 лет занимал важные должности в валашском правительстве, в том числе в 1769—1804 годах был великим баном.
В январе 1821 года после смерти господаря Александра Суцу в Валахии вспыхнуло восстание под руководством Тудора Владимиреску. В мае 1821 года в Валахию вторглись османские войска, которые к августе подавили народное восстание в Валахии и Молдавии.
Семьи фанариотов, руководившие Валахией и Молдавией в течение стал лет в качестве вассалов Османской империи, полностью дискредитировали себя в глазах своих подданных. Поэтому турки-османы, подавив восстание, решили передать власть в княжествах в руки местных боярских родов.
В июне 1822 года Порта назначила новым господарем Валахии Григория Гику. Он правил, находясь под защитой Аккерманской конвенции, заключенной 7 октября 1826 года между Россией и Османской империей. Эта конвенция запрещала османскому султану менять господарей дунайских княжеств без согласия России. Григорий Гика предпринял попытки реорганизовать сельское хозяйство.
После новой русско-турецкой войны (1828—1829) и вступления в Валахию русских войск под командованием Петра Витгенштейна Григорий Гика вынужден был в конце апреля 1828 года отречься от престола.
16 октября 1834 года 78-летний Григорий Гика скончался в Бухаресте. Он был похоронен в церкви дворца Гика-Тей.

## Семья и дети
В 1803 году женился на своей двоюродной сестре Марии Хангерли (1779—1871), дочери бывшего господаря Валахии Константина Хангерли и Роксандры Гики, с которой он развелся в 1821 году. Супруги имели шесть сыновей:
- Константин Гика (1804—1867)
- Лоргу Гика (род. 1805)
- Скарлат Гика (1812—1875)
- Григорий Гика (1813—1859)
- Панайот Гика (1814—1879)
- Дмитрие Гика (1816—1897), премьер-министр Румынии (1868—1870)

В 1832 году вторично женился на Ефросинье Сэвеску, от брака с которой у него было две дочери:
- Мария Гика (1824—1893)
- Александрина (род. 1828)